# The Less I Know the Better
The Less I Know the Better is een single van de Australische psychedelische rockband Tame Impala, uitgebracht op 29 november 2015. 
In Nederland werd de single wél regelmatig gedraaid op Radio 538, Qmusic, NPO Radio 2 en NPO 3FM, maar bereikte desondanks de Nederlandse Top 40, Mega Top 50 en de B2B Single Top 100 niet.
In België bereikte de single de 23e positie in de Vlaamse  Ultratop 50. De Vlaamse Radio 2 Top 30 werd niet bereikt.

## Videoclip
De videoclip werd geregisseerd gemaakt door een creatief collectief genaamd Canada uit Barcelona. De clip geeft de droom weer van een scholier uit het basketbalteam die verliefd is op de aanvoerster van de cheerleaders. Zij is helaas verliefd op de mascotte van het team, een gorilla genaamd Trevor. De hoofdrollen werden vertolkt door Albert Baró en Laia Manzanares.
De clip werd genomineerd voor de MTV Video Music Awards (best director), MTV Europe Music Awards en de NME Awards maar won er geen.

## NPO Radio 2 Top 2000
| Nummer met noteringen in de NPO Radio 2 Top 2000 | '17  | '18  | '19 | '20 | '21 | '22 | '23 | '24 |
| ------------------------------------------------ | ---- | ---- | --- | --- | --- | --- | --- | --- |
| The Less I Know the Better                       | 1268 | 1063 | 794 | 684 | 737 | 592 | 636 | 657 |

1. ↑  Een vetgedrukt getal geeft de hoogste notering aan.
2. ↑  2017 was het eerste jaar met een notering voor dit nummer.